# Juan de Acosta
Juan de Acosta est une municipalité située dans le département d'Atlántico, en Colombie.

## Démographie
Selon les données récoltées par le DANE lors du recensement de la population colombienne en 2005, Juan de Acosta compte une population de 14 184 habitants.

## Liste des maires
| Période     | Maire                               | Parti                                                     | Votes | %       | Ref.  |
| ----------- | ----------------------------------- | --------------------------------------------------------- | ----- | ------- | ----- |
| 1989 - 1990 | Rafael Vicente Echeverría Consuegra | Parti conservateur                                        |       |         |       |
| 1991 - 1992 | Juan B. Higgins Molina              | Parti libéral                                             |       |         |       |
| 1993 - 1994 | Betty Echeverría de Danies          | Parti conservateur                                        |       |         |       |
| 1995 - 1997 | Gilberto Mario Arteta Zambrano      | Parti conservateur                                        |       |         |       |
| 1998 - 2000 | Pablo Antonio Molina Jiménez        | Parti libéral                                             |       |         |       |
| 2001 - 2003 | Juan Alberto Ramos Coronell         | Parti libéral                                             |       |         |       |
| 2004 - 2007 | Yesid Alfonso Xiques Luján          | Parti libéral                                             | 4.541 |         |       |
| 2008 - 2011 | Edelberto Manuel Echeverría Arteta  | Parti de la Colombie démocratique                         | 4.563 | 50,10%  | [ 2 ] |
| 2012 - 2015 | Abelardo Mario Padilla Blanco       | Parti social d'unité nationale                            | 5.461 | 50,10 % | [ 3 ] |
| 2016 - 2019 | Iván de Jesús Vargas Molina         | Parti conservateur                                        | 6.657 | 53,93 % | [ 4 ] |
| 2020 - 2023 | Carlos Manuel Higgins Villanueva    | Coalition Parti libéral et Parti social d'unité nationale | 7.366 | 53,89%  | [ 5 ] |